# Boiry-Saint-Martin
Boiry-Saint-Martin é uma comuna francesa na região administrativa de Altos da França, no departamento de Pas-de-Calais. Estende-se por uma área de 3,5 km². Em 2010 a comuna tinha 275 habitantes (densidade: 78,6 hab./km²).